# Тиннитус
Тинни́тус (от лат. tinnīre — «позвякивать или звенеть как колокольчик») — звон или шум в ушах без внешнего акустического стимула. Это ощущение может характеризоваться пациентами как гул, шипение, свист, звон, шум падающей воды, стрекотание кузнечиков.
С 2017 года проводится Всемирный конгресс по лечению тиннитуса (англ. World Tinnitus Congress).

## Научные определения тиннитуса
На 2020 год общепринятым является определение:

Шум или звон в ушах (тиннитус) — это восприятие звука в ушах или голове без наличия какого‐либо внешнего акустического источника.
Оригинальный текст (англ.)Tinnitus is the perception of sound in the ear or head without any outside source.
— Fuller, T. Когнитивно‐поведенческая терапия при тиннитусе (шуме в ушах) = Cognitive behavioural therapy for tinnitus : [пер. с англ.] / T. Fuller, R. Cima, B. Langguth … [и др.] // Cochrane Database of Systematic Reviews. — 2020. — No. CD012614. — doi:10.1002/14651858.CD012614.pub2. — PMID 31912887. — PMC 6956618.

### Ранние определения
Aмериканский отоларинголог, профессор Павел Ястребофф (англ. Pawel J. Jastreboff), создавший в 1990 году метод лечения тиннитуса под названием «Лечение тиннитуса методом приучения» (Tinnitus retraining therapy), дал несколько определений тиннитусу в разные годы.

Тиннитус субъективен — это означает, что звук слышен только испытывающим его человеком, и источник звука не может быть идентифицирован.
Оригинальный текст (англ.)tinnitus is subjective, meaning that the sound is only heard by the person experiencing it and no source of the sound can be identified
— Jastreboff, P. J. Phantom auditory sensation in rats: an animal model for tinnitus :  [англ.] / P. J. Jastreboff, J. F. Brennan, J. K. Coleman … [et al.] // Behavioral Neuroscience. — 1988. — Vol. 102. — P. 811–822. — doi:10.1037//0735-7044.102.6.811. — PMID 3214530.

Цит. по: Fuller et al., 2020

Тиннитус определяется как восприятие звука в отсутствие соответствующего слышимого источника.
Оригинальный текст (англ.)Tinnitus is defined as the perception of sound in the absence of a corresponding auditory source
— Jastreboff, P. J. Tinnitus Retraining Therapy :  [англ.] / P. J. Jastreboff, J. W. P. Hazell. — Cambridge University Press, 2004.

Цит. по: Fuller et al., 2020

## Эпидемиология
Тиннитус весьма распространён, в возрастной группе от 55 до 65 лет примерно каждый пятый опрошенный сообщает о симптоме, а более специализированные опросы дают значение 11,8 %
Согласно методическим рекомендациям российской Национальной медицинской ассоциации оториноларингологов, шум в ушах встречается достаточно часто: до 35—45 % взрослых людей слышат его время от времени, 8 % испытывают постоянный шум, а у 1 % тиннитус снижает качество жизни.
Исследования, проведённые в Европе и Северной Америке, показали, что около 1/3 взрослого населения хотя бы один раз испытали шум в ушах. Примерно 18 миллионов американцев обращаются по этому поводу за медицинской помощью, а 2 миллиона являются инвалидами. В Испании тиннитусом страдает 4 миллиона человек. По данным Немецкой тиннитус-лиги (нем. Deutsche Tinnitus-Liga), более трёх миллионов жителей Германии страдают ушным шумом, и ежегодно это число увеличивается на 250 тысяч человек. На шум в ушах крайне редко жалуются дети и практически никогда — пациенты с врождённой глухотой. Шум в ушах не является обязательным симптомом ни одного заболевания, однако известно, что до 85 % пациентов, страдающих этим недугом, имеют зарегистрированную потерю слуха в диапазоне 250–8000 Гц.
По данным Американской академии оториноларингологов, тиннитус чаще встречается у мужчин, неиспаноговорящих белых, людей с индексом массы тела 30 и более, с тревожными расстройствами, с (неконтролируемой) артериальной гипертензией, сахарным диабетом и (или) дислипидемией.
Тиннитус не связан с табакокурением.

## Классификации тиннитуса
Советский академик РАН И. Б. Солдатов разработал для клинической медицины классификацию по степени ушного шума, которая выделяет четыре степени:
- 1 степень — шум не снижает работоспособность, к нему можно привыкнуть;
- 2 степень — шум в ушах носит выраженный характер, особенно в ночное время;
- 3 степень — шум беспокоит постоянно, пациенту приходится отвлекаться на него; нарушается сон, появляется раздражительность;
- 4 степень — шум переносится очень тяжело, постоянно беспокоит пациента; работоспособность практически отсутствует.

В клиниках Германии используется следующая классификация тиннитуса:
— по времени:
- острый (актуальный): ощущается менее, чем 3 месяца,
- неострый (умеренный): ощущается от 3 месяцев до 1 года,
- хронический: ощущается более 1 года.

— по вторичной симптоматике:
- компенсированный: больной имеет шум в ушах, но может справляться с ним, так что дополнительные симптомы не возникают. Больной страдает незначительно, на качество жизни шум не влияет,
- декомпенсированный: шум в ушах имеет значительное влияние на все сферы жизни и приводит к развитию вторичных симптомов: тревога, бессонница, трудности с концентрацией внимания, депрессия. Качество жизни существенно нарушено.

## Этиология
Научные данные свидетельствуют о том, что тиннитус — это результат компенсаторной реакции центральных отделов слуховой системы на тугоухость, который связан с изменением баланса ингибирующих и возбуждающих нейротрансмиттеров. Доказано, что тиннитус почти всегда сочетается с тугоухостью, при этом степень тугоухости может быть от минимальной до глубокой. Вместе с тем большинство людей с тугоухостью не испытывают тиннитус.
Согласно международной классификации болезней МКБ-10 тиннитус относится к классу «Болезни уха и сосцевидного отростка». Несмотря на это, тиннитус большинство врачей считают не заболеванием, а симптомом, вызываемым различными причинами, такими как посторонние предметы, ушная сера или воспалительные процессы в ухе, атеросклероз сосудов головного мозга, патология височно-нижнечелюстного сустава, черепно-мозговая травма, шейный остеохондроз, а также аллергии, затрудняющие или, наоборот, вызывающие истечение жидкости и приводящие к застою ушной серы. Тиннитус также может быть вызван естественным ослаблением слуха (в частности, в процессе старения или нейросенсорной тугоухости), побочным эффектом различных медицинских препаратов, либо побочным эффектом генетически обусловленной потери слуха. Тем не менее одной из наиболее частых причин тиннитуса является ослабление слуха в результате постоянного воздействия шумов (тракторы, бензопилы, газонокосилки, громкая музыка в наушниках), а также баротравмы и акустические травмы (оглушительный звук на рок-концерте, близкий взрыв мощного пиротехнического изделия и т. п.).
Тиннитус также встречается при болезнях обмена веществ, например сахарном диабете, при заболеваниях почек. Тиннитус часто является признаком опухолей головы и шеи (например, невриномы слухового нерва).
К сожалению, не существует объективных показателей серьёзности тиннитуса. Аудиометрия в этом случае не является полностью объективной, но представляет собой относительно объективный показатель состояния слуха и должна иметь определённое значение в оценке тяжести тиннитуса, особенно при наличии высокочастотной тугоухости. В исследовательских целях, а также в клинической практике предложено использовать качественную оценку от «лёгкий» до «катастрофический» (пять степеней), основанную на вызываемых тиннитусом практических сложностях, в частности мешающего влияния на сон.
Тиннитус является одним из симптомов постковида, который сам классифицируется как неврологическое заболевание.
«Пережатые сосуды» в шее, которые якобы надо «разжать», «освободить», «прокапать ноотропы» и тому подобное, не являются причиной тиннитуса, это ложный диагноз и псевдолечение. Настоящие сосудистые нарушения действительно могут быть причиной шума в ушах, но такие заболевания лечат хирургической операцией.

### Влияние лекарственных препаратов
Тиннитус может быть вызван приёмом ряда лекарственных препаратов или лекарственным взаимодействием. К таким препаратам относятся:
- антибиотики аминогликозидного ряда,
- химиотерапия с использованием цисплатина,
- аспирин (в высокой дозировке) и другие нестероидные противовоспалительные препараты,
- петлевые диуретики,
- хинин,
- препараты, используемые в психиатрии, а также некоторые снотворные средства.

Проведено множество исследований лекарственных препаратов различных групп с целью уменьшения тиннитуса: антидепрессанты, противоэпилептические препараты, транквилизаторы, группа бетасерка. Ни один из препаратов не обладает мощным подавляющим ушной шум действием.

## Патогенез
Нервное перенапряжение, вызванное постоянным шумом и невозможностью наслаждаться тишиной, приводит к бессоннице, депрессии, раздражительности, нарушению концентрации внимания и необъяснимым страхам. Известны случаи суицида, причиной которых стал катастрофический тиннитус.

## Диагностика
Поскольку возможных причин тиннитуса множество, обследование при тиннитусе проводится в несколько этапов:
1. Сбор анамнеза — опрос пациента с целью уточнения симптомов: характер, сторонность, влияние на жизнь пациента, выполнялись ли объективные исследования. Сбор анамнеза возможен в форме онлайн-консультации.
2. Аудиометрия — речевая либо (более точная) пороговая.
3. При одностороннем тиннитусе проводится МРТ области локализации тиннитуса с целью выявить или исключить опухоль или другое органическое изменение уха и слухового нерва.
4. Проводятся консультации и объективные обследования с целью выявить органические нарушения и связанные с соматическими заболеваниями патологии, вызывающие шум в ушах.
5. Когда исключены все прочие возможные причины, только тогда врач может сделать вывод о психогенном шуме в ушах. (Психогеный тиннитус чаще всего вызывают тревожный или депрессивный синдромы.)

Повреждения нервов и изменения в способности слышать высокочастотные звуки были характерны для большинства носителей тиннитуса даже в тех случаях, когда они не жаловались на явные нарушения слуха.

## Терапия тиннитуса
Большинство применяемых методов лечения тиннитуса не имеют доказанной эффективности и профильными специалистами не рекомендуются.
Если при обследовании пациента с тиннитусом было выявлены онкологические, неврологические, сердечно-сосудистые, эндокринные и (или) другие нарушения, в результате развития которых возник шум в ушах, проводится лечение этих заболеваний, а при тиннитусе вследствие приёма ототоксичных препаратов — замена таких лекарств на менее токсичные препараты в случае такой возможности.

### Методы лечения с доказанной эффективностью

#### Слуховой аппарат
Слуховой аппарат применяется при снижении слуха. Это эффективный и безопасный метод купирования симптома шума в ушах, используется на одном или обоих ушах в зависимости от характера изменения слуха. Слуховой аппарат является доступным и простым решением для устранения мешающего слуху шума и повышения качества жизни пациента. Однако аппараты скрытого ношения, устраняющие беспокойство человека о его восприятии окружающими, относительно дорогие.
В некоторых случаях облегчать состояние больного может слуховой аппарат с функцией тиннитус-маскера, «заглушающий» монотонный звук тиннитуса белым шумом.

#### Когнитивно-поведенческая терапия
Когнитивно-поведенческая психотерапия (КПТ) проводится при тиннитусе в случае отсутствия органических и соматических заболеваний, являющихся его причиной. КПТ — это безопасный и эффективный метод снижения стресса и тревожности, связанной с тиннитусом.
Казахстанские учёные провели систематический обзор 137 публикаций по данной теме за период с 2000 по 2021 год и отметили в своих выводах, что тиннитус влияет на психологическое состояние пациента, поэтому КПТ является одним из эффективных методов его лечения. Основная цель переобучающей терапии — привыкание к тиннитусу путём переобучения мозга. КПТ предотвращает активацию тиннитусом лимбической системы, и когда переобучение полностью достигнуто, пациент не испытывает негативной реакции, вызванной тиннитусом. Если у пациента появляется такое привыкание к восприятию, шум в ушах блокируется ещё до того, как он достигает уровня сознания, и пациент его не слышит.

### Неэффективные методы
Павел Ястребофф разработал метод tinnitus retraining therapy (TRT), его суть — переобучение людей с тиннитусом.
В 2019 году получены доказательства неэффективности TRT — этот метод работает на эффекте плацебо.